# Liberia ai Giochi della XVI Olimpiade
La Liberia ha partecipato ai Giochi della XVI Olimpiade che si sono svolti a Melbourne dal 22 novembre all'8 dicembre 1956 con una delegazione di 4 atleti impegnati in 1 disciplina,
senza aggiudicarsi medaglie.